# Espineta roquera
L'espineta roquera (Origma solitaria) és un ocell de la família dels acantízids (Acanthizidae).

## Hàbitat i distribució
Habita barrancs rocosos i penyals a l'est de Nova Gal·les del Sud.